# 마이크로칩 임플랜트
마이크로칩 임플랜트(영어: microchip implant) 또는 퍼지티브ID(PositiveID) 혹은 베리칩(VeriChip)은 ‘확인용 칩’(verification chip)의 약어로 미국의 한 바이오칩 제조 회사인 미국의 어플라이드 디지털 솔루션사에서 지난 2001년에 공개한 상품명이다. 무선 송수신 식별장치(RFID·전자태그)를 내장한 쌀알 크기의 작은 마이크로 칩을 생명체의 몸속에 넣어 신원이나 정보를 확인하는 데 사용한다. 애완용 동물이나 가축들의 관리를 위한 전자 인식표로 사용되던 이 칩을 미국 식품의약국(FDA)이 2004년 인간의 몸속에도 심도록 허가하면서 찬반 논쟁이 계속되고 있다.

## 감시 논란
2010년 3월 미국 의회에서는 ‘건강보험개혁법’이 통과되었다. 그 법안 내용 가운데 건강보험제도를 강하게 추진하기 위한 방편으로 전 국민에게 베리칩을 이식한다는 내용이 들어 있다는 의혹이 불거졌다. 2013년까지 준비기간을 갖고 2016년까지 유예기간을 거쳐 2017년부터 강제로 실시한다는 이야기가 있었다.
이 때문에 일부 개신교계에서는 이 베리칩이 요한계시록에 나오는 짐승의 표라고 주장하는 사람들도 있으며, 다른 음모론자들은 세계 정부가 일반인들을 감시하기 위해 미 정부를 통해 추진한다는 등 논란이 확산되고 있다. 하지만 실제 건강보험개혁법에는 관련 내용이 포함되지 않았다.

## 같이 보기
- RFID